# New Nation
New Nation est un journal hebdomadaire sud-africain en langue anglaise, fondé en 1986 et disparu en 1997.

## Historique
En août 1980, la Conférence des évêques catholiques d'Afrique australe (SACBC) adopte comme résolution de créer un journal catholique qui témoigne des aspirations « de la majeure partie du peuple sud-africain ». L'idée mûrit, et le premier numéro de New Nation est publié le 16 janvier 1986, sous la direction du journaliste noir Zwelakhe Sisulu et avec le financement de la SACBC. L'hebdomadaire, sous-titré « The Voice of the Voteless » (en français : « la voix de ceux qui ne peuvent pas voter »), milite activement contre l'apartheid et devient l'un des principaux médias qui s'y opposent.
En novembre 1986, son lectorat s'élèverait à 280 000 personnes. En 1987, une étude menée par le journal indique que 23 % de ses lecteurs sont catholiques, 12 % anglicans, 21 % rattachés au protestantisme et 44 % rattachés à d'autres courants religieux ou bien sans religion. Par ailleurs, son audience est aux trois quarts composée de Noirs (76,6 %), compte 13,5 % de Blancs, 7,5 % de Coloureds et 2,4 % de personnes asiatiques.
Début décembre 1986, le rédacteur en chef de New Nation, Zwelakhe Sisulu, est arrêté et placé en détention par le pouvoir en place, en même temps que d'autres journalistes sud-africains ; ces arrestations font suite au décret de l'état d'urgence par le président Pieter Willem Botha, qui s'accompagne d'une plus grande censure de la presse. Il demeure en prison près de deux ans, sans procès, ni charge officielle ; Gabu Tugwana le remplace à la direction du journal durant cette période. La libération de Zwelakhe Sisulu intervient début décembre 1988, mais sa liberté de mouvement est restreinte.
En mars 1988, New Nation est fermé par le gouvernement pour une durée de trois mois, au motif qu'il aurait accusé la police de torture et « promu l'image » du parti d'opposition Congrès national africain (ANC), interdit par le pouvoir. La diffusion nationale moyenne du journal est alors d'environ 35 000 exemplaires.
L'hebdomadaire continue de paraître après la libération de Nelson Mandela et la légalisation de l'ANC en février 1990, et l'abolition de l'apartheid en 1991. Il rencontre cependant d'importantes difficultés financières. New Nation est racheté par le propriétaire de The Sowetan, Nthatho Motlana, en 1995. Il disparaît cependant deux ans après, en mai 1997, avec une diffusion moyenne de 22 000 exemplaires.